# Catholic Record Society
A Catholic Record Society (Registered Charity No. 313529), fundada em 1904, é uma sociedade acadêmica dedicada ao estudo da Reforma e do catolicismo pós-Reforma na Inglaterra e no País de Gales. Ela foi descrita como "a principal sociedade católica histórica do Reino Unido", e recebeu o crédito de tornar mais prontamente disponível muito material de arquivo obscuro.

## História
A sociedade foi inicialmente criada em 1904 como uma sociedade de publicação de textos, com o objetivo de publicar registros históricos católicos. Membros ativos em seus primeiros anos incluíam Joseph Gillow, J.H. Pollen e Joseph S. Hansom. Posteriormente, ela se desenvolveu em uma sociedade histórica mais geral.

## Publicações
A Sociedade continua a emitir volumes de materiais de origem relacionados à história católica na CRS Records Series; e uma série separada de monografias, CRS Monographs. Ambas as séries são publicadas em nome da Sociedade pela Boydell &amp; Brewer .
Também publica um jornal, originalmente intitulado Biographical Studies, 1534–1829 (volumes 1–3, 1951–56); depois Recusant History (volumes 4–31, 1957–2014); mas que desde o volume 32 (2015) é conhecido como British Catholic History, e é publicado pela Cambridge University Press.

## Conferências
Uma conferência residencial de três dias é organizada a cada ano, na qual a AGM da sociedade acontece. Por muitos anos, esses eventos aconteceram no Plater College, em Oxford. A conferência de 2019, realizada no Bar Convent em York, foi a primeira não residencial.